# Los Molinillos
El yacimiento arqueológico de Los Molinillos, constituye uno de los yacimientos más interesantes de época romana en Benalmádena (Málaga). Las excavaciones, pusieron al descubierto los restos de la zona industrial o pars fructuaria de una villa. Gracias a la distribución, superposición de estructuras y así como de la lectura de las secuencias estratigráficas, se determinan varias fases de ocupación en la zona: primero con la producción de aceite y posteriormente con la de salazones. Posteriormente, a tan solo 50 metros, se descubre la pars urbana, o zona residencial con pavimentos de opus tesselatum y un hypocaustum correspondiente a terma. Benalroma y Torremuelle son los otros dos yacimientos más relevantes de época romana del término municipal.

## Situación
El yacimiento de Los Molinillos se localiza en la calle García Lorca esquina Avenida Antonio Machado de Benalmádena (Málaga) 

## Descripción y cronología
En 2002, durante de la ejecución de las obras de construcción de un apartahotel aparecieron restos los arqueológicos de Los Molinillos. Posteriormente, en 2004 y con motivo de la instalación de unas tuberías para las aguas pluviales en la misma zona, (avenida Antonio Machado 100-102), aparecieron los restos de la pars urbana o residencial de la villa.

### Zona industrial

Horno de producción cerámica en proceso de excavación.

En los primeros momentos de ocupación de la villa, el aceite (de reconocida fama en la Bética y con una importante presencia en el Mediterráneo en época de los Antoninos), fue elaborado en una sala torcular con varias prensas o torcularium sobre aras quadratas de opus spicatum desde donde se vertía el líquido oleaginoso a pilas de decantación o labrum (hoy desaparecidas). En este sentido, se infiere que, la producción de aceite durante el altoimperio, cumplió una importante función en la costa. 
En el estado actual de la investigación, resulta difícil establecer si se trató de un producto comercializado para el abastecimiento de las villae más cercanas, o si fue un producto de exportación a gran escala. Para los enclaves oleícolas de la comarca de Antequera se ha planteado la posibilidad de que el óleo fuera transportado hasta el puerto de Malaca, como principal punto de exportación. Partiendo de esta premisa, queremos avalar la teoría de que el aceite producido en “Los Molinillos” pudo ser igualmente transportado vía marítima, hasta el puerto de Malaca para su distribución definitiva, iniciando así una ruta de exportación por el Mediterráneo. 
Tenemos constancia de que en gran parte de las fábricas de aceite de la comarca de Antequera, donde se concentra el 90% de los yacimientos oleícolas de la provincia, la producción no cesa al menos hasta finales del siglo V d. C. o inicios del VI d. C..; este fenómeno, no implica que el cese de la productividad de aceite en los Molinillos, anuncie necesariamente un periodo de crisis económica en la costa de Benalmádena sino más bien, una productividad de menor rentabilidad que la explotación del garum o los salazones, corroborado por la amortización del torcularium a partir del siglo III d. C. por piletas salsarias y el hallazgo de un horno de producción de cerámicas de cocina y envases destinados al transporte de salazones. Esta actividad relacionada con las salazones y sus derivados, no cesará hasta finales del siglo IV o inicios del V d. C., aunque este fenómeno no implicaría el abandono total de la zona, evidenciado por el registro arqueológico hasta el siglo VII d. C.. 

A unos 50 metros al suroeste de la zona industrial, se localizan los restos pertenecientes a la zona residencial (pars urbana).

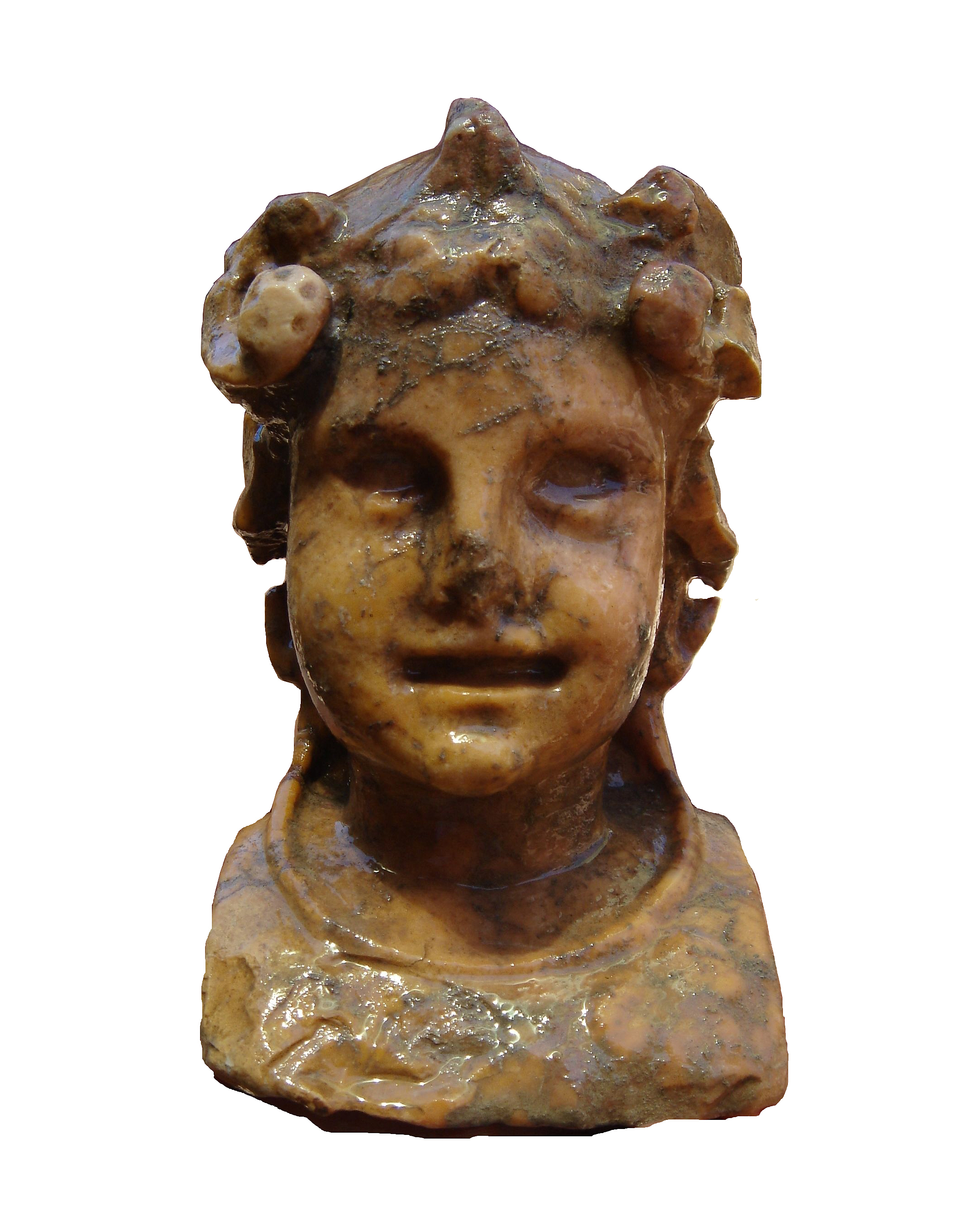
Herma representando a Dionisos niño. Siglo I d.C. Los Molinillos

### Zona residencial

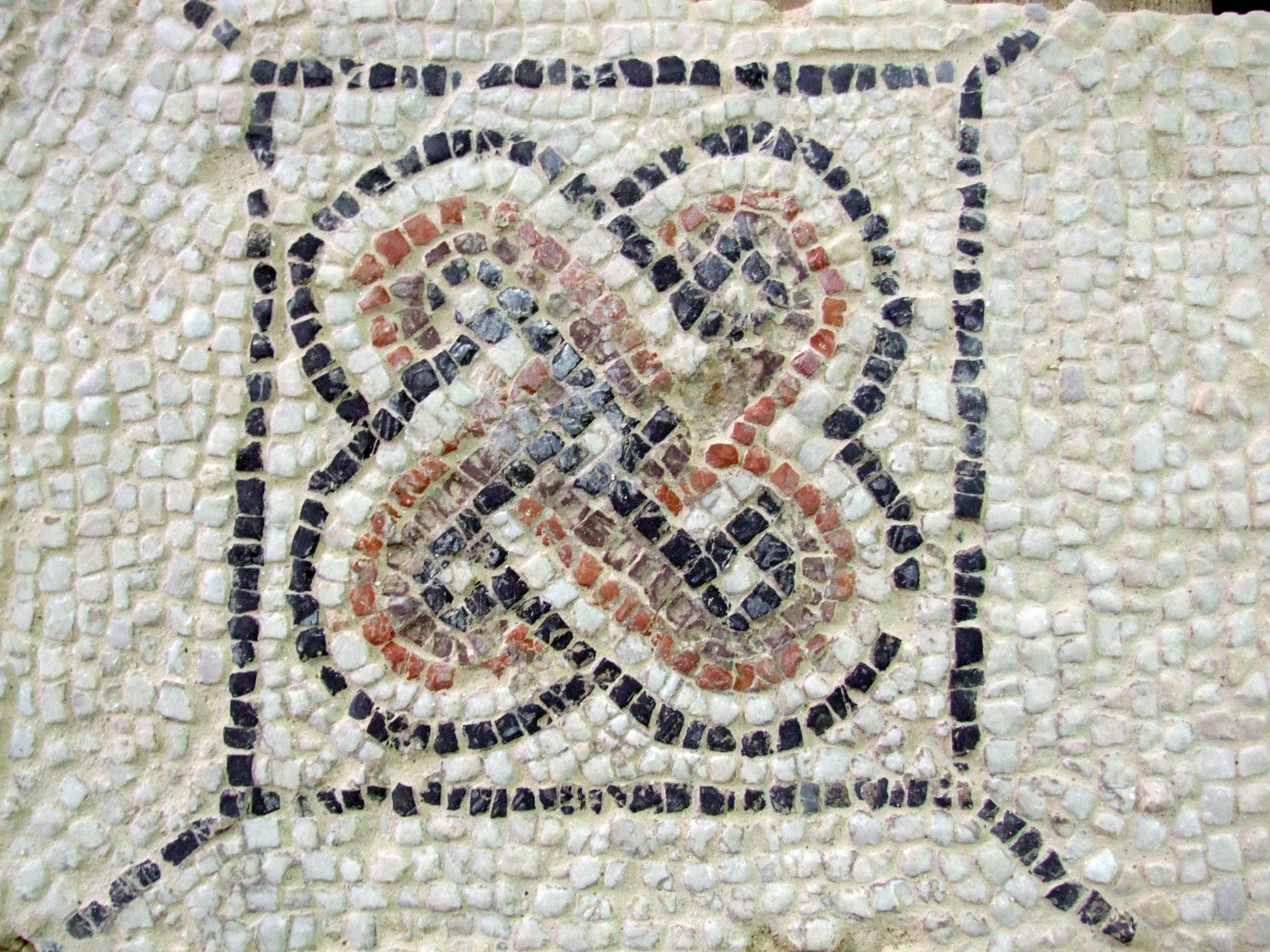
Detalle del pavimento musivario. -

En las intervenciones arqueológicas efectuadas en este conjunto residencial destacan los restos de una fontana decorada con conchas (cardium edule), un hypocaustum perteneciente a una zona termal y una habitación con pavimento de mosaicos (opus tessellatum). Este mosaico, fechado en el siglo III d. C., estaba constituido por teselas blancas de aproximadamente de 1 cm. formando motivos geométricos compuestos por nudos salomónicos de teselas de color negro, anaranjadas, blancas y rojo vino, insertos en cuadrados entrelazados por líneas de teselas negras; y, los extremos, decoración de hojas de hiedra.
Bajo el pavimento de mosaico, se documentaron, materiales de la primera mitad del siglo I d. C. y bajo estos niveles altoimperiales, niveles de los siglos II-I a. C. Lo que es indudable es que este conjunto estuvo vinculado a un viridarium o zona ajardinada con una fuente decorada y cuyos paralelos más próximos se localizan en Benalroma, a algo menos de 500 metros al oeste. 
El carácter residencial de cierta suntuosidad de estos establecimientos, cuyos propietarios estuvieron probablemente ligados a las pujantes oligarquías comerciales de las ciudades más próximas, justifica su asociación con las lujosas villae a mare itálicas, vinculadas a centros industriales y adecuando en algunos casos sus estructuras urbanísticas al modelo romano; un claro ejemplo de ello se encuentra en El Secretario (Fuengirola), Torreblanca del Sol (Fuengirola), Río Verde (Marbella) y Las Bóvedas (Marbella). 
El material arqueológico de esta intervención ha constituido una importante fuente de información para fechar las distintas fases de ocupación en este asentamiento y conocer asimismo, algunos aspectos de las relaciones comerciales y del panorama económico en la zona. Entre los restos de época republicana (únicamente documentados bajo el pavimento de mosaico), se cuentan con algunos fragmentos de cerámica campaniense y bordes de ánfora grecoiltálicas. Entre los restos cerámicos del Alto y Bajoimperio, destacan los restos anfóricos, la cerámica de cocina y la vajilla de mesa. Un centenar de sestercios de los siglos II-III d. C. fueron hallados a modo de ocultación. Una de las piezas más relevantes halladas en la villa, lo constituye una escultura en mármol del siglo I d. C. Se trata de una Herma de giallo antico que representa a Dionisos niño, con cara masculina, imberbe y de aspecto juvenil, (cuyo paralelo más cercano se encuentra en la herma n.º inv. 3.978 del Museo Arqueológico de Córdoba, fechada en el periodo neroniano-flavio).